# Берриа-Сен-При, Феликс
Эм Жюльен Феликс Берриа-Сен-При (фр. Félix Berriat-Saint-Prix; 26 сентября 1810, Гренобль — 18 апреля 1883, Париж) — французский юрист, учёный-правовед и научный писатель. Второй сын известного адвоката и правоведа Жака Берриа-Сен-При, младший брат прокурора и правоведа Шарля Берриа-Сен-При.
Как и его брат Шарль, он получил юридическое образование и в 22 года получил степень в области юриспруденции под руководством собственного отца, став доктором обоих прав. Некоторое время служил юридическим клерком в Париже, однако вскоре решил полностью посвятить себя научной работе в области юриспруденции и законодательства. С 1835 года регулярно выступал со своими статьями в юридической печати, также оставил целый ряд научных трудов по правоведению.
Основные работы: «Commentaire sur la charte constitutionelle» (Париж, 1836); «Guide pour l'étude des examens du droit» (1840); «Plan de constitution» (1848).